# أوفانتو
أوفانتو (بالإيطالية: Ofanto)‏ والمعروف في العصور القديمة باسم أوفيدوس والتي تعني باليونانية أفعى، هو نهر بطول 170 كم في جنوب إيطاليا. يتدفق عبر أقاليم كامبانيا وبازيليكاتا وبوليا إلى البحر الأدرياتيكي قرب بارليتا. يوجد قرب كانوسا دي بوليا جسر روماني قديم معروف في جميع أنحاء جنوب إيطاليا.

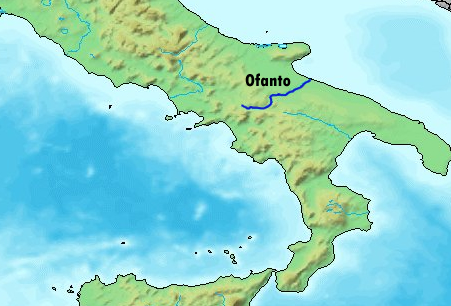

## معرض صور

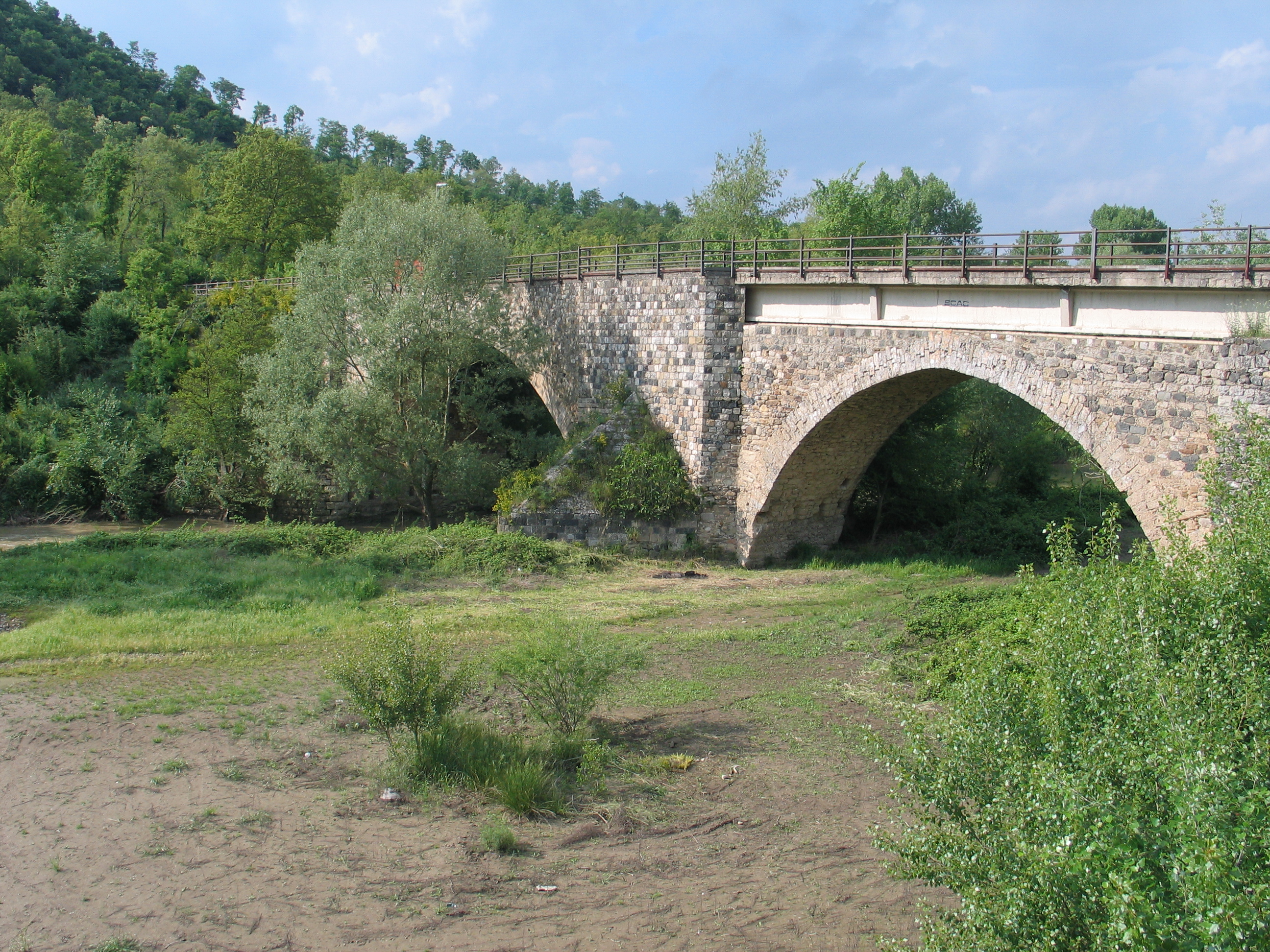
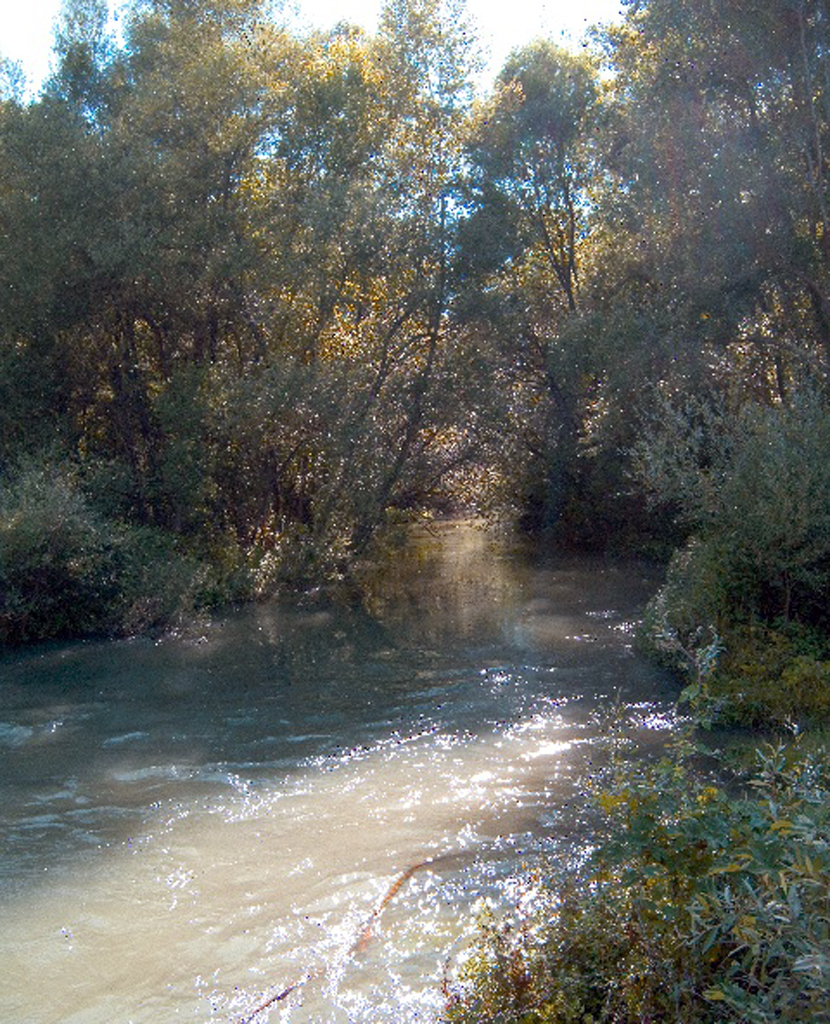
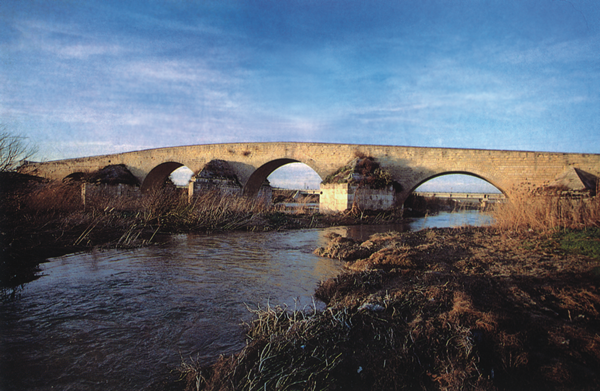
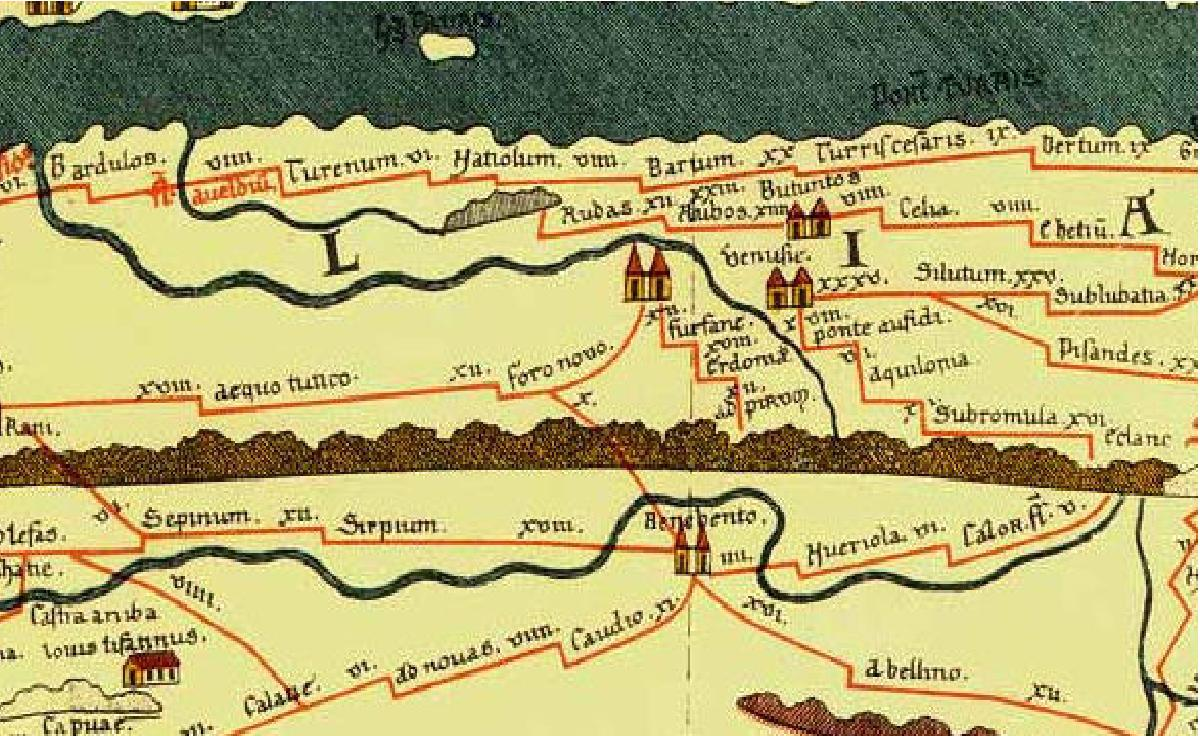
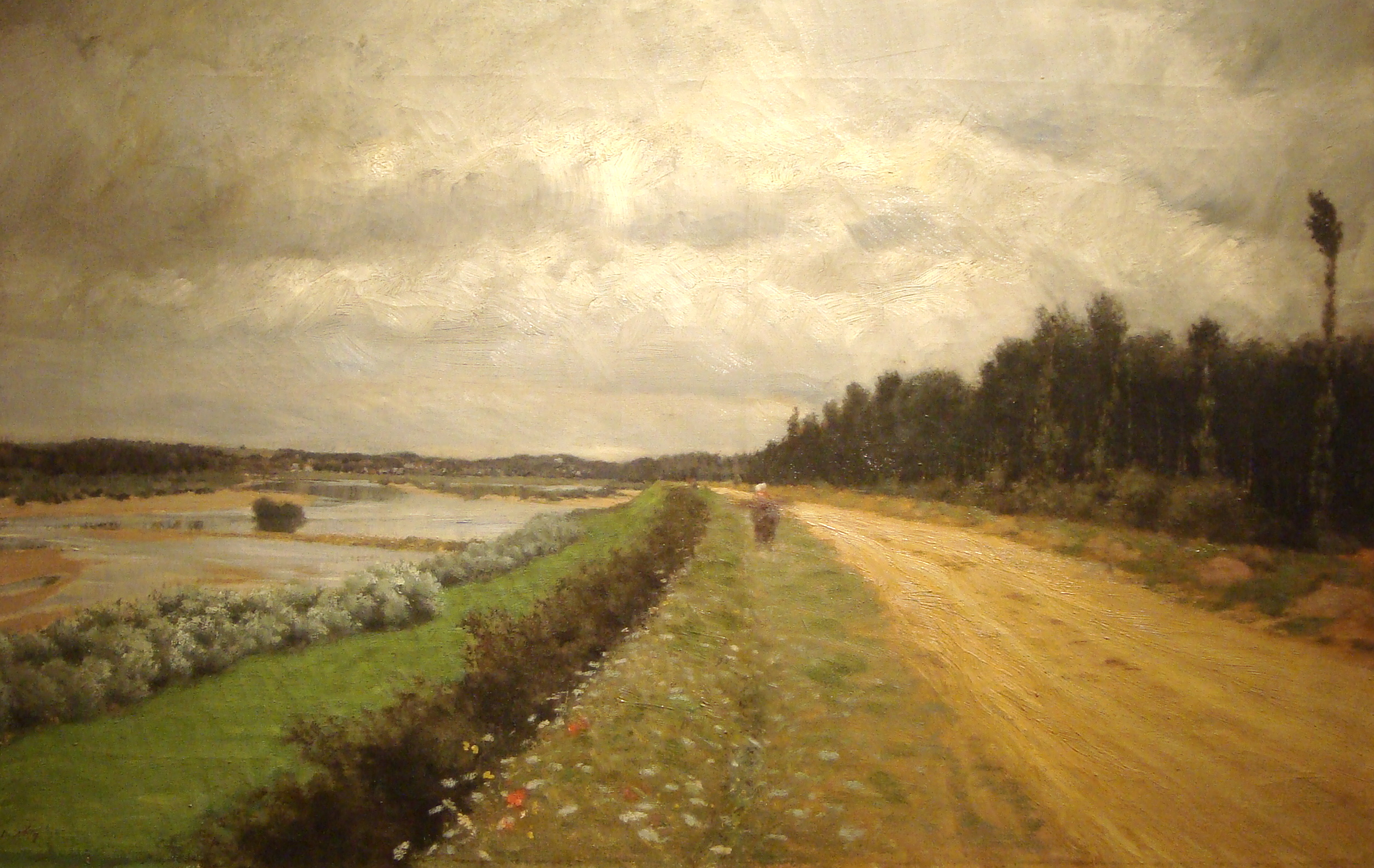